# Tết Trung Quốc

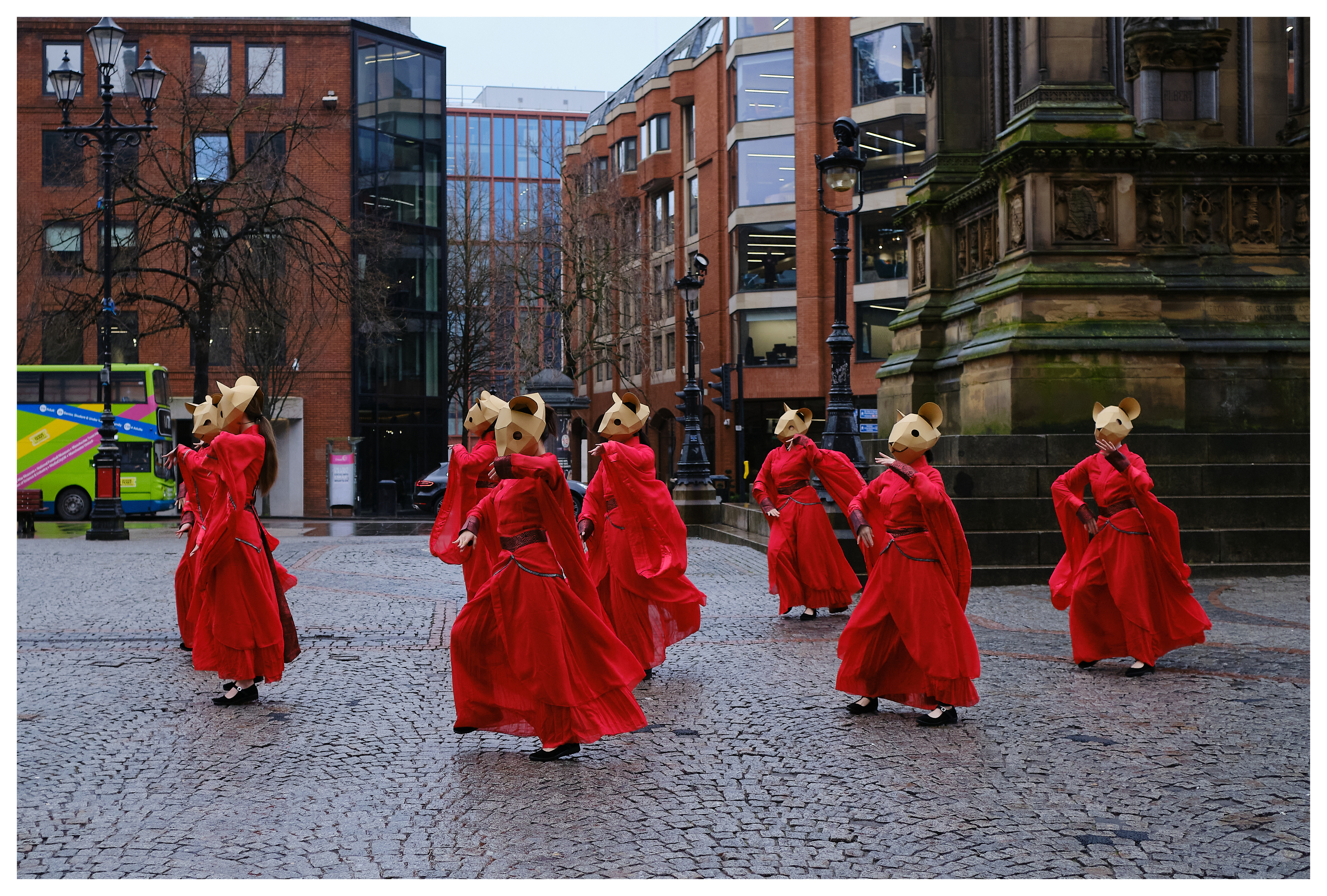
Tết Trung Hoa ở Manchester

Tết Trung Quốc - Chinese new year là ngày Tết quan trọng nhất của người Trung Hoa, được tính theo âm lịch. Việt Nam và nhiều quốc gia châu Á khác cũng chào đón năm mới theo lịch Âm vào cùng dịp này với các phong tục tập quán phong phú. Tết này còn có tên gọi là Xuân Tiết (春节/春節 - Chūn Jié), đánh dấu sự kết thúc của mùa đông và khởi đầu mùa xuân mới. Thời điểm giao mùa này khác với cách tính của phương Tây vì nó được tính theo lịch âm. Tết được tính từ ngày đầu tiên của tháng âm lịch đầu tiên - ngày Chính (Chính Nguyệt - 正月 - Zhēng Yuè) và kết thúc vào ngày tổ chức lễ hội đèn lồng rằm tháng giêng (Tết Nguyên tiêu). Đêm giao thừa của Trung Quốc, ngày dành cho sum họp gia đình, được gọi là đêm Trừ Tịch (除夕 - Chú Xī) với "trừ" nghĩa là thay đổi, hoán đổi và "tịch" là đêm, "trừ tịch" nghĩa là "đêm của sự thay đổi""đêm của thời khắc giao thời".
Tết Nguyên Đán Trung Hoa là ngày tết âm lịch dài nhất và quan trọng nhất ở Trung Quốc, thường kéo dài từ ngày 8 tháng 12 âm lịch đến ngày 15 tháng giêng âm lịch . Nguồn gốc của ngày tết này có từ xa xưa với rất nhiều truyền thuyết và tập tục liên quan, phản ánh niềm tin và cách sống của con người thời cổ xưa.
Tết Trung Hoa tương tự Tết Nguyên Đán của Việt Nam, Tết Hàn Quốc, Tết Nhật Bản, Tết Tây Tạng, Tết Mông Cổ. Tết này được tổ chức trong cộng đồng người Hoa khắp thế giới. Mỹ, Canada và Úc có xuất bản bộ sưu tập tem hàng năm nhân dịp Tết Trung Hoa.
Ở lãnh thổ Trung Quốc, có nhiều các truyền thống đón Tết khác nhau theo từng địa phương. Mọi người đổ tiền mùa quà tặng, đồ trang trí, quần áo, thực phẩm... Mọi gia đình đều lau dọn nhà cửa sạch sẽ để quét đi những điều không may và chào đón các may mắn sắp tới. Cửa sổ, cửa ra vào đều được dán giấy đỏ với câu đối và những từ như "Phúc", "Lộc" và "Thọ". Vào đêm Trừ Tịch, bữa tối trở thành đại tiệc của gia đình. Các món ăn bao gồm món heo, vịt, gà và đồ ngọt. Buổi tối sẽ kết thúc với pháo hoa. Sáng sớm hôm sau, trẻ em sẽ chào người lớn bằng những lời chúc Tết, chúc sức khỏe và nhận tiền trong phong bao đỏ. Tết thực sự là một dịp để hòa giải, quên đi mọi hận thù và chân thành chúc nhau bình an và hạnh phúc.
Ít nhất có 3 năm khác nhau được đánh dấu là năm 1 theo các học giả, khiến cho năm 2011 được xem là năm 4709, 4708, 4648 theo lịch Trung Hoa. Trong đó, theo một số người, thì năm 1 là năm khởi đầu thời kỳ trị vì của Hoàng Đế.

## Ngày
Âm lịch Trung Hoa được dùng để xác định Tết Nguyên Đán Trung Hoa. Tương tự như ở các nước khác như Hàn Quốc, Singapore, Việt Nam cũng dùng hệ thống âm lịch của họ để xác định Tết Nguyên Đán của họ; ngoài ra có thể tìm thấy một ngày lễ tương tự khác ở Bulgars, Iran.
Theo dương lịch, Tết Nguyên Đán Trung Hoa rơi vào những ngày khác nhau, thường là trong khoảng 21 tháng 1 đến 19 tháng 2. Theo lịch Trung Hoa, ngày kinh trập rơi vào tháng 2 âm lịch và Thanh Minh rơi vào tháng 3 âm lịch, nghĩa là Tết Nguyên Đán Trung Hoa xảy ra vào 2 tháng trước ngày kinh trập và Thanh Minh (chỉ thỉnh thoảng mới rơi vào 3 tháng trước kinh trập và Thanh Minh nếu như có tháng nhuận). Theo văn hóa truyền thống Trung Quốc, tết này rơi vào tiết lập xuân, một trong 24 tiết khí; là tiết khởi đầu mùa xuân, thường rơi vào khoảng ngày 4 tháng 2 dương lịch.

## Truyền thuyết
Theo truyền thuyết, khởi đầu của Tết Nguyên Đán Trung Hoa là một cuộc chiến chống lại con niên (年 - nián). Con niên hay đến vào dịp đầu năm mới để phá hoại gia súc, mùa màng và dân làng, đặc biệt là trẻ con. Để bảo vệ mình, dân làng đặt thức ăn trước cửa nhà vào dịp đầu năm. Mọi người tin rằng sau khi ăn những thức ăn đó, nó sẽ không tấn công con người nữa. Một lần, mọi người nhìn thấy con niên rất sợ một em bé mặc bộ đồ đỏ. Họ hiểu ra rằng con niên sợ màu đỏ. Do đó, sau này, vào những ngày đầu năm mới, dân làng đều treo đèn lồng đỏ, dán giấy đỏ trên cửa sổ, cửa ra vào. Mọi người cũng dùng pháo hoa để làm cho con niên khiếp sợ. Từ đó, con niên không bao giờ tới làng nữa. Cuối cùng, con niên bị Hồng Quân Lão Tổ bắt (ngài là thầy dạy của Tam Thanh là ba vị thần tiên tối cao trong Đạo Giáo). Con niên trở thành vật cưỡi của Hồng Quân Lão Tổ.

## Ngày nghỉ lễ chính thức
Tết Trung Hoa được xem là ngày nghỉ lễ chính thức ở một số quốc gia có cộng đồng lớn người Hoa sinh sống. Vì Tết Trung Hoa thường rơi vào những ngày khác nhau theo lịch Thiên Chúa nên một số Chính phủ đổi một số ngày làm việc gần Tết làm ngày nghỉ để có kỳ nghỉ dài hơn, hoặc kéo dài kỳ nghỉ nếu Tết rơi vào ngày cuối tuần.
| Vùng                                 | Miêu tả |
| ------------------------------------ | --- |
| Trung Hoa đại lục                    | Đêm Giao thừa và hai ngày đầu tiên của năm mới (thường là 7 ngày, bao gồm cả ngày nghỉ cuối tuần). |
| Hồng Kông và Ma Cao                  | Ba ngày đầu tiên của năm mới. Nếu một trong ba ngày đó là Chủ nhật, ngày Giao thừa cũng được xem là ngày nghỉ (ví dụ Tết năm 2010).                                                                           |
| Đài Loan                             | Ngày Giao thừa và ba ngày đầu năm mới. |
| Đảo Christmas, Malaysia và Singapore | Hai ngày đầu năm mới. Nếu một trong những ngày này rời vào Chủ nhật, kỳ nghỉ sẽ được kéo dài thành 3 ngày. Một nửa ngày Giao thừa thường được quy định là ngày nghỉ.                                          |
| Brunei và Indonesia                  | Ngày đầu tiên của năm. Nếu là Chủ nhật, sẽ được dời sang thứ hai. Ở Brunei, nếu là thứ sáu, sẽ được dời sang thứ bảy.                                                                                         |
| Các nước khác                        | Các nước phương Tây có cộng đồng lớn người Hoa, ví dụ như Australia, Canada, Pháp, New Zealand, Hoa Kỳ không quy định Tết Trung Hoa là ngày nghỉ lễ chính thức, nhưng có phát hành tem hoặc đúc tiền kỷ niệm. |

## Xuân vận

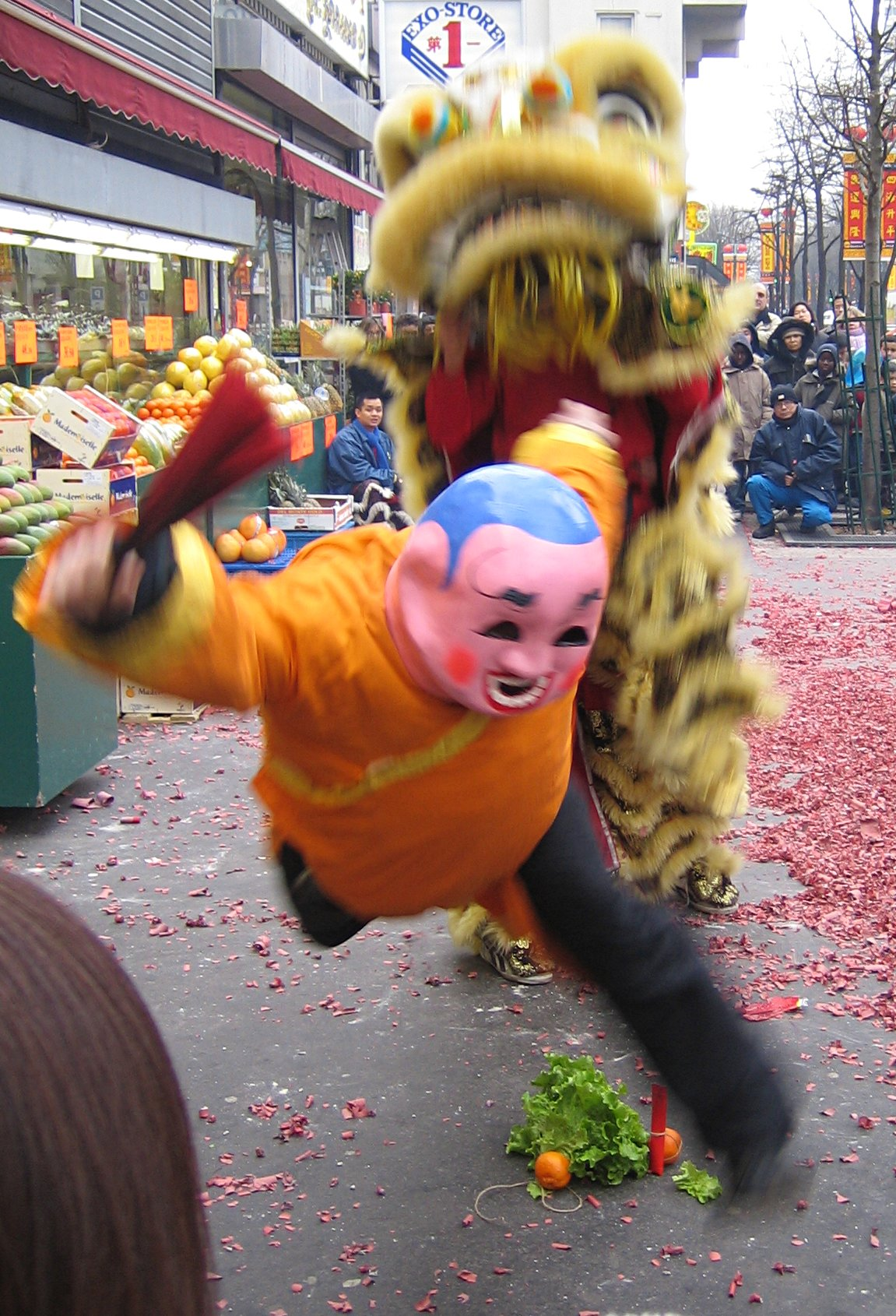
Múa lân và pháo nổ ngày Tết tại chợ Tàu Paris, 2006

Xuân vận (春運 hoặc 春运 - chūn yùn) là chuyến trở về nhà ăn Tết, đoàn tụ gia đình, đón đêm Trừ Tịch của các lao động làm việc ở các nước khác, địa phương khác trong ngày Tết (chủ yếu xảy ra ở Trung Hoa lục địa). Xuân vận kéo dài 40 ngày.

## Ẩm thực
Bữa cơm đoàn tụ gia đình diễn ra vào đêm Giao thừa khi các thành viên tụ tập đón năm mới. Nơi tổ chức thường là ở nhà hoặc gần nhà trưởng tộc. Bữa cơm đêm Giao thừa thường rất sang và theo truyền thống sẽ có gà và cá. Ở một số nơi, cá (魚 - yú - ngư) không được ăn hết (phần còn lại sẽ được để qua đêm, vì Trung Quốc có câu nói: "Niên niên hữu dư" (年年有餘 - nián nián yǒu yú) - năm năm có dư, phát âm giống như "Niên niên hữu ngư" - năm năm có cá.
Ở Trung Hoa đại lục, nhiều gia đình đùa vui trong khi xem đêm Gala mừng năm mới của đài truyền hình Trung ương Trung Quốc CCTV trong nhiều giờ cho đến nửa đêm.
Phong bao đỏ lì xì dành cho gia đình ruột thịt thường được tặng ngay đêm đoàn tụ. Các phong bao này thường có tiền với số lượng thể hiện các con số may mắn hoặc danh giá. Nhiều món ăn được tin rằng có thể dẫn lối mọi người đến với tiền tài, hạnh phúc và may mắn. Nhiều món có tên trong tiếng Trung Quốc đồng âm với những điều tốt lành.
| Thức ăn                                         | Thức ăn |
| Tên                                             | Miêu tả |
| ----------------------------------------------- | --- |
| La Hán trai - 羅漢齋 - luó hàn zhāi             | Một bữa băn chay của nhà Phật được các gia đình Trung Quốc ăn vào đêm Giao thừa và ngày đều năm mới. Tóc tiên đen, phát âm là "fat choy" trong tiếng Quảng Đông, gần âm với từ "phát tài" trong tiếng Hoa. Người Hẹ thường gọi bữa ăn này là "khâu nhục" - kiu nyuk (扣肉 - kòu ròu) và ngiong teu fu.                                                                               |
| Cá                                              | thường được ăn hoặc trang hoàng vào ngày Tết. Phát âm của từ cá "yú" đồng âm với từ "dư" (餘) - yú. |
| Bánh Du Giác (油角 - yóu jiăo)                  | Là một loại bánh rán dành cho năm mới. Nó được cho là giống loại bánh cổ tên là Kim Nguyên Bảo (金元寶 - jīn yuán bǎo) |
| Bánh cảo - (餃子 - giáo tử)                     | Theo truyền thống được ăn ở miền bắc Trung Quốc và thường được hiểu rằng gói nhân vào vỏ bánh nghĩa là gói ghém may mắn rồi ăn vào người để hưởng may mắn. |
| Kim quất                                        | Là loại trái cây phổ biến nhất vào dịp Tết, (tiếng Trung Quốc là 金橘子 - jīn júzi hoặc tiếng Quảng Đông đọc là "cam" - kam - 柑 - gān còn tiếng Triều Châu đọc là "quất" - gik (橘 jú)) đồng âm với từ "may mắn"- cát (吉 jí). |
| Hạt dưa hấu (tiếng Trung: 瓜子; bính âm: guāzi) | Các loại hạt khác gồm hạt hướng dương, hạt bí. |
| Bánh Niên Cao (年糕)                            | Phổ biến nhất ở miền Đông Trung Quốc, tại Giang Tô, Chiết Giang và Thượng Hải. Tên của nó đồng âm với từ "một năm mới cao" (高 - cao, trái nghĩa với thấp). Ở Philippines, bánh này cũng phổ biến với tên gọi trong tiếng Mân Nam là "điềm quả" = "tikoy" (甜粿). Bánh này được làm từ bột nếp, bột mì, muối, nước và đường. Màu của đường tạo nên màu của bánh (trắng hoặc nâu). Mì |
| Mì Trung Hoa                                    | Nhiều gia đình ăn sợi mì không cắt, biểu tượng cho trường thọ, dù rằng điều này không chỉ được thực hiện vào dịp Tết. |
| Đồ ngọt                                         | Đồ ngọt và các loại trái cây sây khô được xếp thành các hộp mứt màu đen hoặc đỏ. |
| Thịt muối mặn ngọt "nhục can" (肉干 - ròu gān)  | |
| Bánh khoai môn (芋頭糕 - dụ đầu cao)            | Thường được cắt thành miếng vuông và chiên. |
| Bánh củ cải (蘿蔔糕 - la bặc cao)               | Làm từ bột gạo và củ cải trắng, thường được chiên và cắt thành miếng vuông nhỏ. |
| Gỏi cá sống (魚生 - yú shēng - ngư sanh)        | Người ta nói rằng ăn món này mang lại may mắn. Món này thường được ăn vào ngày mồng 7 Tết, dù mọi người có thể ăn nó mấy ngày Tết. |

## Hoa

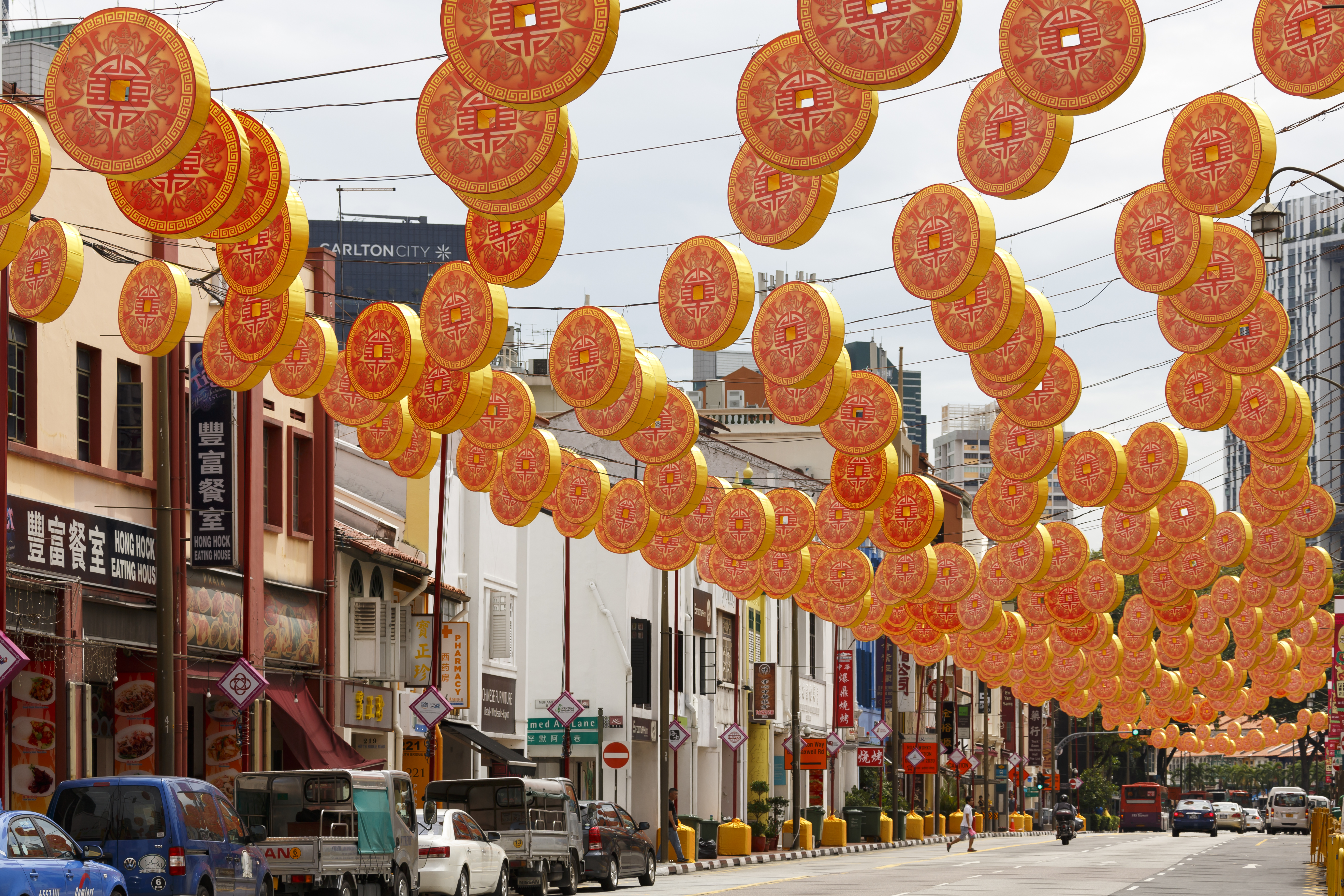
Trang hoàng đường phố ngày Tết tại Singapore

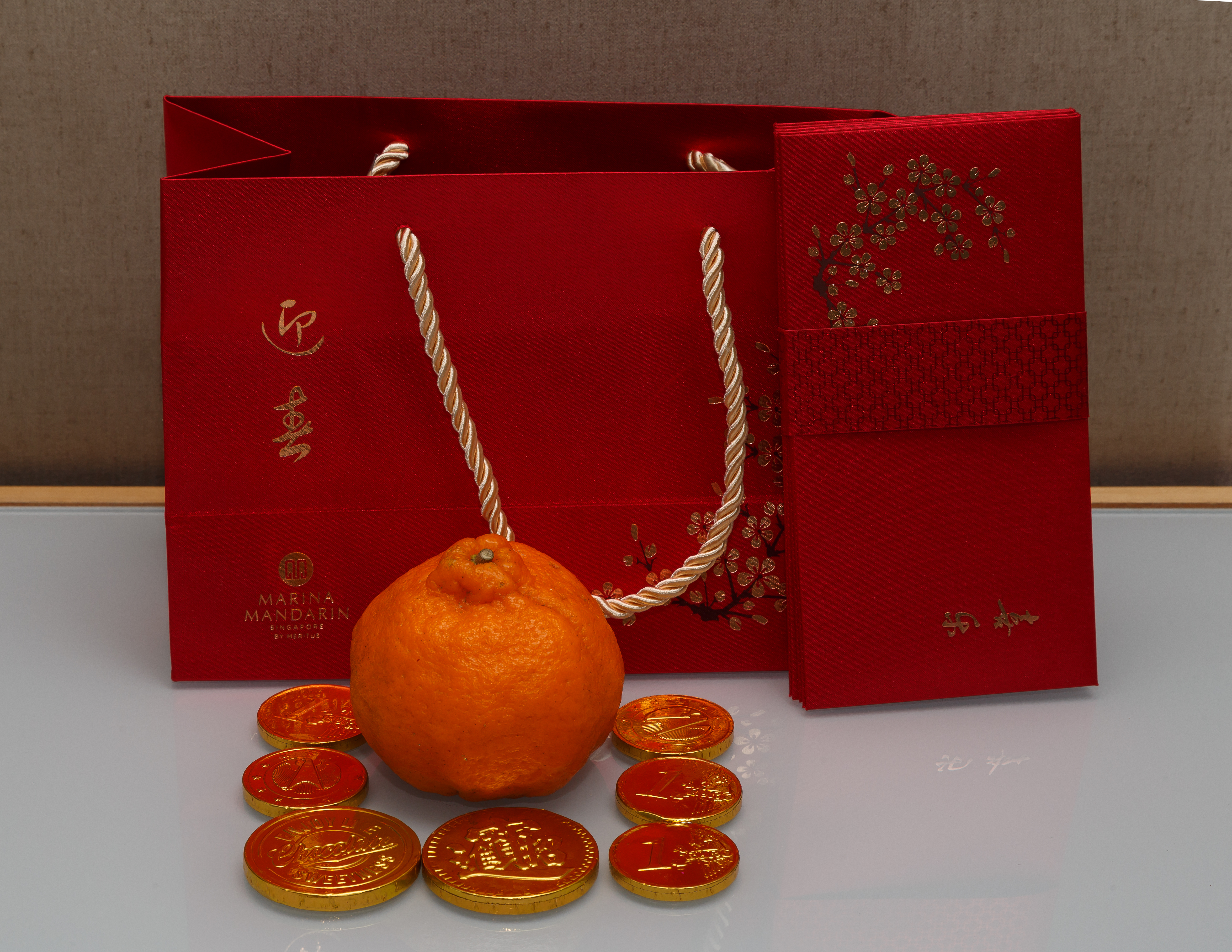
Phụ kiện thường thấy để chúc mừng thịnh vượng và hạnh phúc của năm mới Trung Quốc

Các loài hoa sau đây rất được ưa thích vào dịp Tết, được bán khắp các chợ Tết.
| Hoa          | Ý nghĩa                             |
| ------------ | ----------------------------------- |
| Hoa mơ       | tượng trưng cho may mắn             |
| Kim quất     | tượng trưng cho tài lộc             |
| Thủy tiên    | tượng trưng cho tài lộc             |
| Tre          | Sử dụng cho nhiều ngày lễ trong năm |
| Hướng dương  | một năm mới tốt lành                |
| Cà tím       | chữa lành mọi vết thương            |
| Cây Chom Mon | mang đến sự bình an                 |

## Lời chúc
Tết Nguyên Đán Trung Hoa thường rộn rã với những lời chúc nhiệt thành, tiếng Hoa gọi là Cát Tường Thoại (吉祥話 - jí xiáng hùa), tạm dịch là những lời chúc lành. Các lời chúc phổ biến là: "Chúc mừng năm mới" (新年快乐 hoặc 新年快樂 - xīn nián kuài lè - tân niên khoái lạc), đây là lời chúc mới xuất hiện do ảnh hưởng của lời chúc "Happy New Year" trong tiếng Anh. Nhưng ở miền Bắc Trung Quốc, theo truyền thống, mọi người thường chúc: "Quá niên hảo" (过年好 hoặc 過年好 - guò nián hǎo) trong năm ngày đầu năm mới. Một số người cho rằng câu này quá ngắn và quá thường.

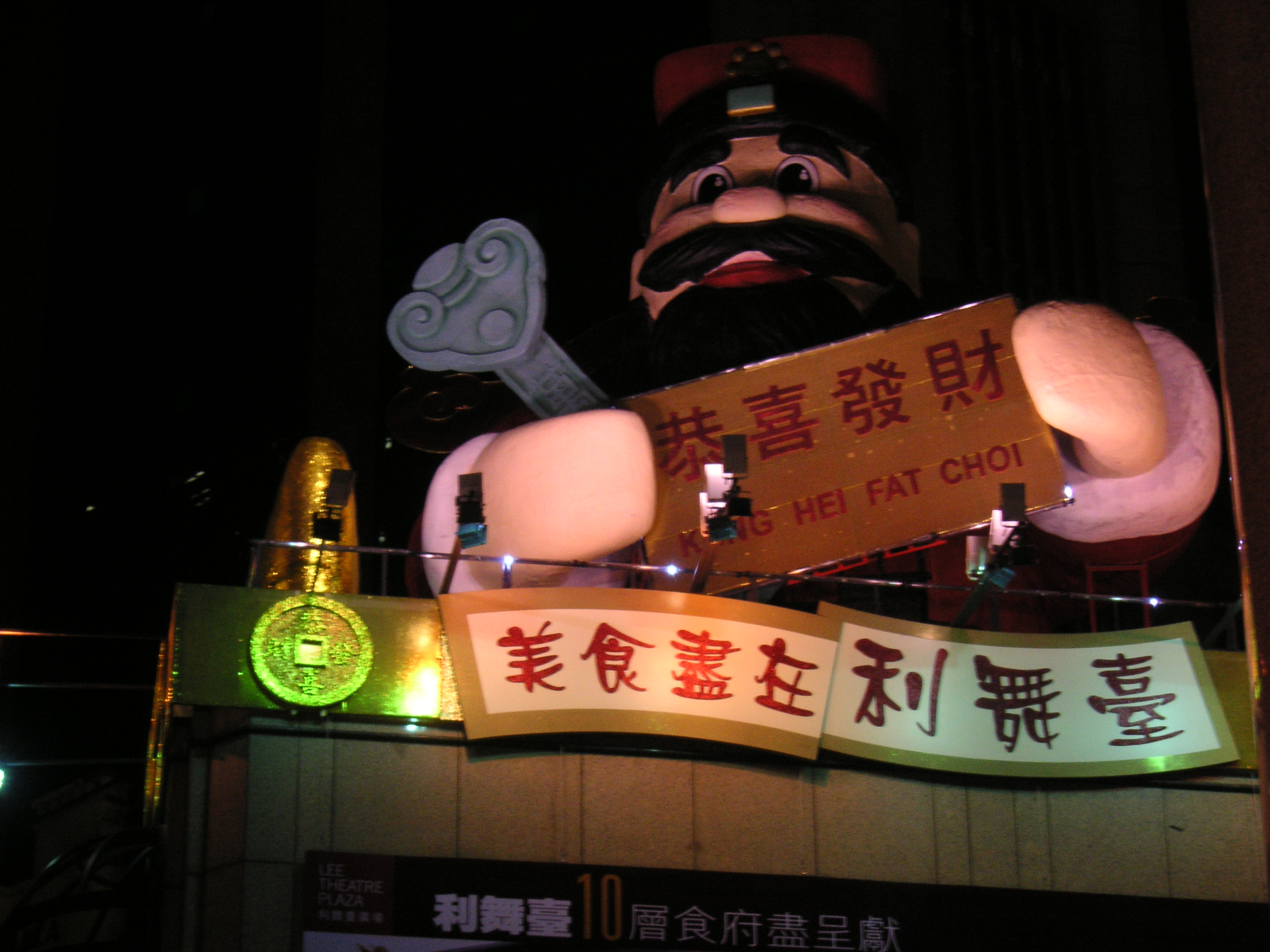
Kung Hei Fat Choi tại Lee Theatre Plaza, Hong Kong

- Cung hỷ phát tài (恭喜发财 hoặc 恭喜發財 - gōng xǐ fā cái) thường bị nhầm là câu "Chúc mừng năm mới" của người Hoa. Câu này có lịch sử lâu đời. "Cung hỷ", theo truyền thuyết, là lời chúc mừng sau khi sống sót sau sự tàn phá của con niên, hoặc là qua mùa đông khắc nghiệt. "Phát tài" là từ được thêm vào sau này khi chủ nghĩa tư bản và chủ nghĩa tiêu dùng có vai trò quan trọng hơn ở các cộng đồng người Hoa khắp thế giới. Câu này ngày nay cũng được dùng trong nhiều bài báo, ngữ cảnh nói và viết bằng tiếng Anh ở những nơi có cộng đồng lớn người Hoa kiều hay sinh viên du học người Hoa.

Nhiều câu khác cũng được dùng, có một số câu không chỉ dành để chúc một ai đó, mà là các câu cảm thán. Ví dụ, đánh vỡ một đồ vật nào đó vào năm mới vốn được xem là điều không mau, lúc ấy, người ta phải nói ngay "Tuế tuế bình an" (歲歲平安 - suì suì píng ān - nghĩa là "năm năm bình an").

## Phong tục
Ngoài ra còn các tục lệ lì xì, trang trí nhà cửa, múa lân - sư - rồng, đốt pháo,...